# Esquilijn

Kaart van Rome met de aanduiding van de heuvels.

De Esquilijn (Italiaans: Esquilino) is de grootste van de zeven heuvels van Rome. De heuvel ligt in het noordoosten van de stad, buiten de Republikeinse stadsmuur, maar binnen de 3e-eeuwse Aureliaanse Muur. De oorsprong van de naam wordt betwist, maar één visie stelt dat het buitenwijk of voorstad (ex uit, colere bewonen of bebouwen) betekent.
Aventijn · Capitolijn · Coelius · Esquilijn · Palatijn · Quirinaal · Viminaal